# Pnětluky
Pnětluky är en ort i Tjeckien.   Den ligger i regionen Ústí nad Labem, i den nordvästra delen av landet, 50 km väster om huvudstaden Prag. Pnětluky ligger 336 meter över havet och antalet invånare är 324.
Terrängen runt Pnětluky är kuperad norrut, men söderut är den platt. Runt Pnětluky är det ganska glesbefolkat, med 34 invånare per kvadratkilometer. Närmaste större samhälle är Žatec, 14,1 km nordväst om Pnětluky. Trakten runt Pnětluky består till största delen av jordbruksmark.